# Megachile manicata
Megachile manicata är en biart som beskrevs av Giraud 1861. Megachile manicata ingår i släktet tapetserarbin, och familjen buksamlarbin. Inga underarter finns listade i Catalogue of Life.